# FC 블라우바이스 린츠
FC 블라우바이스 린츠(독일어: Fußball Club Blau-Weiß Linz)는 오버외스터라이히주 린츠를 연고로 하는 오스트리아의 축구 클럽이다. 현재 오스트리아의 1부 축구 리그인 오스트리아 분데스리가에 참가하고 있다.

## 역사

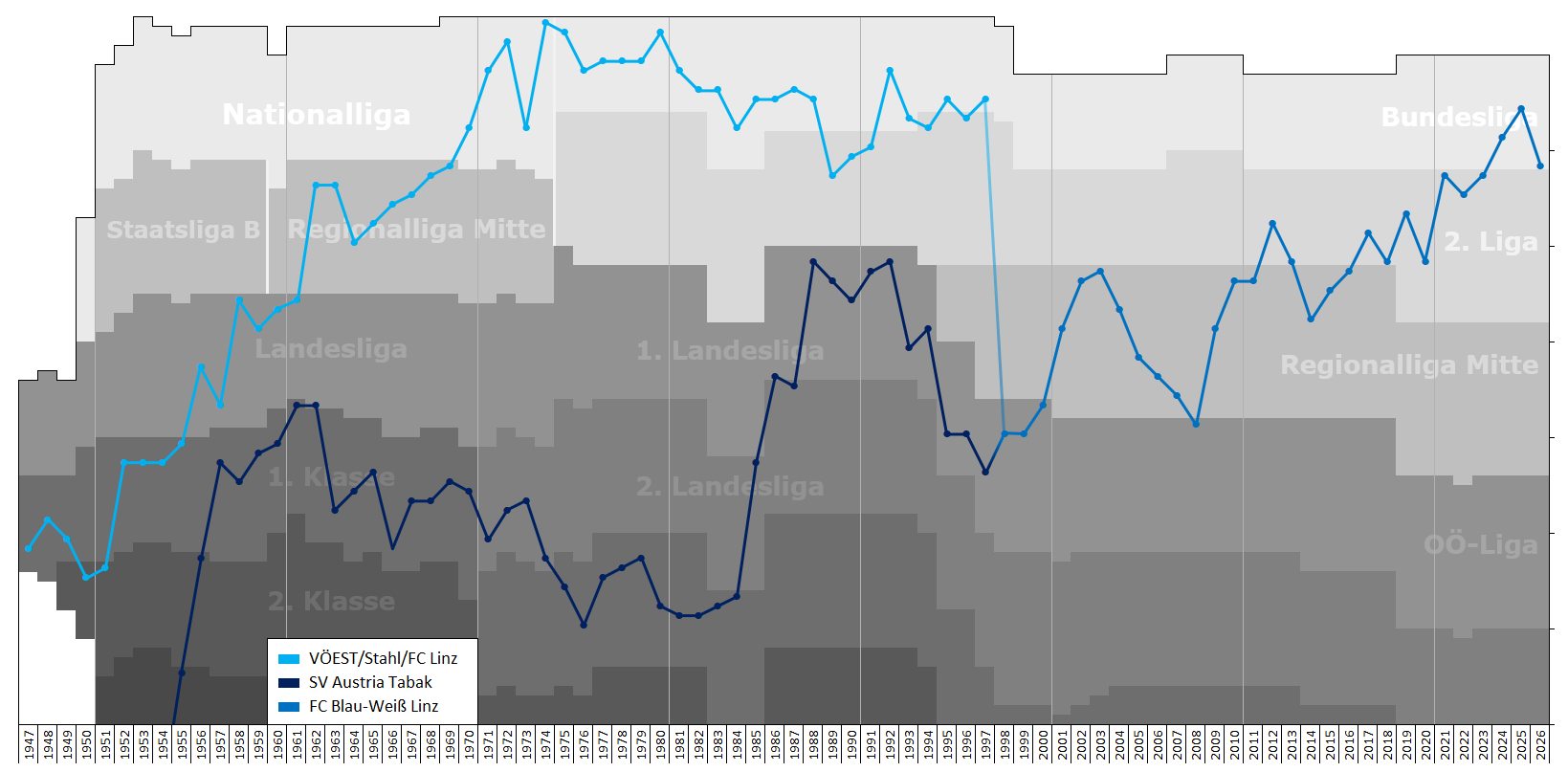
블라우바이스 린츠와 전신 클럽팀의 역대 리그 성적

FC 블라우바이스 린츠는 1997년에 재정난으로 지역 라이벌이었던 LASK에게 합병되어 해체된 FC 린츠의 전통을 그대로 차용하며 창단되었다.
2023년 6월 4일, 블라우바이스 린츠는 2022-23 시즌 2. 리가에서 우승하며 창단후 처음으로 1부 리그인 분데스리가로 승격하였다. 앞서 2020-21 시즌을 우승하며 승격할 수 있는 기회가 있었지만, 당시에 분데스리가 라이센스 취득에 실패하며 승격이 취소된 바 있다.

## 수상
- 2. 리가
  - 우승 (2): 2020–21, 2022–23

## 선수 명단

### 현역
- 마누엘 마란다(2021 ~ )
- 폴 멘사(2022 ~ )